# Borderland (film 1937)
Borderland è un film del 1937 diretto da Nate Watt.
È un western statunitense con William Boyd, James Ellison, George 'Gabby' Hayes, Morris Ankrum e John Beach. Fa parte della serie di film western incentrati sul personaggio di Hopalong Cassidy (interpretato da Boyd) creato nel 1904 dallo scrittore Clarence E. Mulford. È basato sul racconto breve del 1922 Bring Me His Ears di Mulford.

## Produzione
Il film, diretto da Nate Watt su una sceneggiatura di Harrison Jacobs e un soggetto di Clarence E. Mulford, fu prodotto da Harry Sherman tramite la Harry Sherman Productions e girato nel Paramount Ranch ad Agoura, a Kernville e nel Joshua Tree National Park a Twentynine Palms, in California.

## Distribuzione
Il film fu distribuito negli Stati Uniti dal 26 febbraio 1937 al cinema dalla Paramount Pictures.
Altre distribuzioni:
- in Portogallo il 25 aprile 1938 (O Terror da Fronteira)
- in Brasile (O Herói da Fronteira)
- in Grecia (Peripeteia sta synora)
- in Jugoslavia (Oko sokolovo)

## Promozione
Le tagline sono:
- A STAR-STUDDED CAST IN A THRILLING OUTDOOR ROMANCE!
- JIMMY ELLISON, the "Buffalo Bill" of "The Plainsman" rides with the law against his pal!
- WILLIAM BOYD, the daring "Hopalong Cassidy" plays a lone game against the law!
- GEORGE HAYES, another star of "The Plainsman", faithful to Cassidy when others denounce him!
- CHARLENE WYATT, the waif of "Valiant is the Word for Carrie", the child Hopalong rescues!
- The Texas Rangers Hunt Hopalong Cassidy!